# Bhaktampalli, Chincholi
Bhaktampalli là một làng thuộc tehsil Chincholi, huyện Gulbarga, bang Karnataka, Ấn Độ.